# 下益城郡
- 令制国一覧 > 西海道 > 肥後国 > 下益城郡
- 日本 > 九州地方 > 熊本県 > 下益城郡

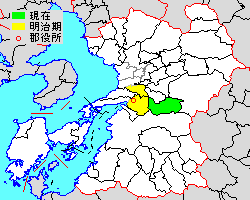
熊本県下益城郡の位置（緑：美里町）

下益城郡（しもましきぐん）は、熊本県（肥後国）の郡。
人口8,254人、面積144km²、人口密度57.3人/km²。（2025年2月1日、推計人口）
以下の1町を含む。
- 美里町（みさとまち）

## 郡域
1879年（明治12年）に行政区画として発足した当時の郡域は、上記1町のほか、下記の区域にあたる。
- 熊本市
  - 南区の一部（城南町各町および富合町小岩瀬を除く富合町各町）
- 宇城市の一部（松橋町各町・小川町各町・豊野町各町）

## 歴史
江戸時代に益城郡が上益城郡・下益城郡に分割されて成立。

### 近世以降の沿革
- 明治初年時点では全域が肥後熊本藩領であった。「旧高旧領取調帳」に記載されている明治初年時点での村は以下の通り。（1町185村）

大町村、釈迦堂村、高村、蓍町村、坂本村、築地村、出水村、吉野村、今村（現・熊本市）、赤見村、丹生宮村、永村、千原村、平野村、碇村、廻江村、清藤村、志々水村、古閑村（現・熊本市）、西田尻村、北田尻村、三拾町村、三十町中野村、南田尻村、新村、平原村、本札村、阿高村、東阿高村、尾窪村、西塚原村、塚原村、藤山村、鰐瀬村、土鹿野村、陳内村、沈目村、上宮地村、中宮地村、下宮地村、隈庄村、六田村、島田村、西木村、木原村、西木原村、榎津村、東小川村、北小川村、小川町、西小川村、江頭村、河江村、上小野村、中小野村、北小野村、竹崎村、内田村、浦川内村、南萩尾村、北萩尾村、南古保山村、北古保山村、曲野村、松橋村、大野村、久具村、下郷村、下中間村、中間村（現・宇城市松橋町）、豊福村、東海東村、南海東村、北海東村、西海東村、南小川村、南新田村、上江頭村、北新田村、南部田村、北部田村、南小野村、堅志田村、大沢水村、池田村、高木村、上神園村、下神園村、岩下村、萱野村、馬場村、出目村、中小路村、糸石村、巣林村、下江村、中間村（現・宇城市豊野町）、上江村、下上江村、原田村、津留村（現・美里町）、白石野村、小市野村、木早河内村、野中村、中村、松野原村、椿村、下草野村、石原村、小岩野村、長尾野村、大岩野村、小莚村、佐俣村、今村（現・美里町）、坂貫村、小田尾村、九尾村、払川村、坂本村、下安見村、上安見村、山崎村、長野村、常海原村、北村、栗崎村、柑子野村、古閑村（現・美里町）、名越谷村、下田村、田中村、岩尾野村、小長野村、小夏村、原町村、土喰村、早楠村、安懸村、越早津村、一谷村、津留村（現・熊本市）、御前浜村、河原畠村、舞鹿野村、大窪村、目磨村、九折原村、口原村、久立村、内山村、桑木野村、石野村、柏川村、藤木村、夏水村、山出村、戸屋村、下福良村、天ヶ瀬村、桑津留村、福良村、甲佐平村、貫平村、小崎村、用来村、峙原村、庵室村、竹迫村、内園村、迫村、水上村、金木村、岩上村、興正寺村、権正村、北野村、勢井村、大辻村、越早村、硴江村、杉島村、国町村、菰江村、莎崎村
- 明治初年 - 干拓地に豊崎村・南豊崎村・東松崎村・御船村・砂川村・浅川村・川尻村・住吉村・新田村・新田出村が起立。（1町195村）
- 明治4年
  - 7月14日（1871年8月29日） - 廃藩置県により熊本県（第1次）の管轄となる。
  - 11月14日（1871年12月25日） - 第1次府県統合により八代県の管轄となる。
- 明治6年（1873年）1月15日 - 白川県の管轄となる。
- 明治7年（1874年）（1町183村）
  - 西田尻村・北田尻村が合併して田尻村となる。
  - 下安見村・上安見村が合併して安見村となる。
  - 三十町中野村が三拾町村に、清藤村が廻江村に、本札村が榎津村に、西塚原村が塚原村に、西木村が島田村に、西木原村が木原村に、上小野村が中小野村に、下中間村が中間村（現・宇城市松橋町）に、上江頭村が江頭村に、古閑村（現・熊本市）が志々水村にそれぞれ合併。
- 明治8年（1875年）
  - 12月10日 - 熊本県（第2次）の管轄となる。
  - 尾窪村が藤山村に、土鹿野村が鰐瀬村にそれぞれ合併。（1町181村）
- 明治9年（1876年） - 以下の各村の統合が行われる。（1町131村）

- 千町村 ← 蓍町村、千原村
- 今吉野村 ← 吉野村、今村（現・熊本市）
- 坂野村 ← 平野村、坂本村
- 宮地村 ← 上宮地村、中宮地村
- 萩尾村 ← 南萩尾村、北萩尾村
- 古保山村 ← 南古保山村、北古保山村
- 中郡村 ← 池田村、高木村、上神園村、下神園村
- 岩野村 ← 石原村、小岩野村、大岩野村、九尾村
- 三和村 ← 長野村、常海原村、北村
- 三加村 ← 下田村、田中村、岩尾野村
- 二和田村 ← 小長野村、小夏村

- 安部村 ← 安懸村、口原村、久立村
- 永富村 ← 越早津村、一谷村、津留村、御前浜村、河原畠村、舞鹿野村
- 境村 ← 目磨村、九折原村
- 清水村 ← 内山村、桑木野村
- 洞岳村 ← 藤木村、夏水村、山出村、戸屋村、下福良村、天ヶ瀬村
- 豊富村 ← 桑津留村、福良村
- 川越村 ← 貫平村、小崎村、用来村
- 涌井村 ← 峙原村、庵室村、竹迫村
- 畝野村 ← 内園村、迫村、水上村、金木村
- 遠野村 ← 岩上村、興正寺村、権正村、北野村
- 大井早村 ← 勢井村、大辻村、越早村

- 西小川村が北小川村に、出目村が馬場村に、下上江村が上江村に、野中村が木早河内村に、小田尾村が坂貫村に、柑子野村が栗崎村にそれぞれ合併。

- 明治10年（1877年）
  - 中間村（現・宇城市松橋町）が改称して両仲間村となる。
  - 下郷村が下江村との区別のために改称して西下郷村となる。
- 明治12年（1879年）（1町127村）
  - 1月20日 - 郡区町村編制法の熊本県での施行により、行政区画としての下益城郡が発足。「宇土下益城郡役所」が宇土郡宇土町に設置され、同郡とともに管轄。
  - 川尻村・住吉村・新田村・新田出村が南新田村に合併。
  - 北小川村が改称して西北小川村となる。
- 明治14年（1881年） - 飽田郡小岩瀬村の所属郡が本郡に変更。（1町128村）

### 町村制以降の沿革

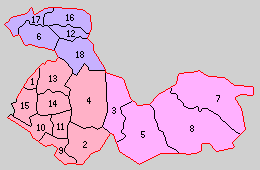
1.松橋町 2.海東村 3.中山村 4.豊野村 5.年祢村 6.守富村 7.東砥用村 8.西砥用村 9.小川町 10.河江村 11.小野部田村 12.隈庄町 13.当尾村 14.豊福村 15.豊川村 16.杉上村 17.杉合村 18.豊田村（紫：熊本市 赤：宇城市 桃：美里町）

- 明治22年（1889年）4月1日 - 町村制の施行により、以下の町村が発足。（3町15村）
  - 松橋町（松橋村が単独町制。現・宇城市）
  - 海東村 ← 西海東村、北海東村、南海東村、東海東村（現・宇城市）
  - 中山村 ← 馬場村、大沢水村、小市野村、萱野村、津留村、中小路村、松野原村、原田村、中郡村、白石野村、堅志田村、木早河内村、岩下村（現・美里町）
  - 豊野村 ← 糸石村、上江村、安見村、中間村、巣林村、下江村、山崎村（現・宇城市）
  - 年祢村 ← 岩野村、中村、下草野村、佐俣村、椿村、長尾野村、今村、払川村、小莚村、坂貫村、坂本村（現・美里町）
  - 守富村 ← 榎津村、志々水村、平原村、田尻村、廻江村、南田尻村、新村、三拾町村、木原村（現・熊本市）
  - 東砥用村 ← 遠野村、川越村、洞岳村、大井早村、畝野村、豊富村、甲佐平村、涌井村（現・美里町）
  - 西砥用村 ← 永富村、古閑村、名越谷村、三加村、境村、大窪村、原町村、早楠村、二和田村、清水村、安部村、土喰村、栗崎村、三和村、石野村、柏川村（現・美里町）
  - 小川町 ← 小川町、西北小川村、南小川村、東小川村（現・宇城市）
  - 河江村 ← 河江村、南新田村、北新田村、江頭村（現・宇城市）
  - 小野部田村 ← 南小野村、北小野村、北部田村、南部田村、中小野村（現・宇城市）
  - 隈庄町 ← 隈庄村、宮地村、下宮地村、島田村、六田村（現・熊本市）
  - 当尾村 ← 古保山村、曲野村、久具村、大野村、萩尾村、浦川内村（現・宇城市）
  - 豊福村 ← 豊福村、内田村、両仲間村、竹崎村、西下郷村（現・宇城市）
  - 豊川村 ← 豊崎村、南豊崎村、東松崎村、御舟村、砂川村、浅川村（現・宇城市）
  - 杉上村 ← 千町村、今吉野村、碇村、坂野村、永村、高村、出水村、丹生宮村、赤見村、築地村（現・熊本市）
  - 杉合村 ← 杉島村、大町村、莎崎村、釈迦堂村、硴江村、菰江村、小岩瀬村、国町村（現・熊本市）
  - 豊田村 ← 塚原村、鰐瀬村、沈目村、東阿高村、陳内村、藤山村、阿高村（現・熊本市）
- 明治29年（1896年）6月1日 - 郡制を施行。郡役所が松橋町に設置。
- 大正12年（1923年）4月1日 - 郡会が廃止。郡役所は存続。
- 大正13年（1924年）4月1日 - 西砥用村が町制施行して砥用町となる。（4町14村）
- 大正15年（1926年）7月1日 - 郡役所が廃止。以降は地域区分名称となる。
- 昭和29年（1954年）12月1日 - 豊福村・豊川村・当尾村が松橋町に編入。（4町11村）
- 昭和30年（1955年）
  - 1月1日 - 中山村・年禰村が合併して中央村が発足。（4町10村）
  - 3月1日 - 杉上村・隈庄町・豊田村が合併して城南町が発足。（4町8村）
  - 4月1日（4町5村）
    - 河江村・小野部田村が合併して益南村が発足。
    - 守富村・杉合村が合併して富合村が発足。
    - 砥用町・東砥用村が合併し、改めて砥用町が発足。

  - 7月10日 - 中央村の一部（今・坂貫・下草野および岩野の一部[9]）が砥用町に編入。
- 昭和33年（1958年）3月31日 - 小川町・益南村・海東村が合併し、改めて小川町が発足。（4町3村）
- 昭和46年（1971年）8月1日 - 富合村が町制施行して富合町となる。（5町2村）
- 昭和50年（1975年）1月1日 - 中央村が町制施行して中央町となる。（6町1村）
- 平成2年（1990年）3月1日 - 松橋町と豊野村が境界変更。
- 平成12年（2000年）7月1日 - 豊野村が町制施行して豊野町となる。（7町）
- 平成16年（2004年）11月1日 - 中央町・砥用町が合併して美里町が発足。（6町）
- 平成17年（2005年）1月15日 - 松橋町・小川町・豊野町が宇土郡三角町・不知火町と合併して宇城市が発足し、郡より離脱。（3町）
- 平成20年（2008年）10月6日 - 富合町が熊本市に編入。（2町）
- 平成22年（2010年）3月23日 - 城南町が熊本市に編入。（1町）

### 変遷表
| 明治22年以前 | 明治22年4月1日 | 明治22年 - 昭和19年            | 昭和20年 - 昭和29年    | 昭和30年 - 昭和63年   | 昭和30年 - 昭和63年    | 平成元年 - 現在        | 平成元年 - 現在              | 現在   |
| ------------ | -------------- | ------------------------------ | ---------------------- | --------------------- | ---------------------- | ---------------------- | ---------------------------- | ------ |
|              | 松橋町         | 松橋町                         | 昭和29年12月1日 松橋町 | 松橋町                | 松橋町                 | 松橋町                 | 平成17年1月15日 宇城市の一部 | 宇城市 |
|              | 当尾村         | 当尾村                         | 昭和29年12月1日 松橋町 | 松橋町                | 松橋町                 | 松橋町                 | 平成17年1月15日 宇城市の一部 | 宇城市 |
|              | 豊福村         | 豊福村                         | 昭和29年12月1日 松橋町 | 松橋町                | 松橋町                 | 松橋町                 | 平成17年1月15日 宇城市の一部 | 宇城市 |
|              | 豊川村         | 豊川村                         | 昭和29年12月1日 松橋町 | 松橋町                | 松橋町                 | 松橋町                 | 平成17年1月15日 宇城市の一部 | 宇城市 |
|              | 小川町         | 小川町                         | 小川町                 | 小川町                | 昭和33年3月31日 小川町 | 小川町                 | 平成17年1月15日 宇城市の一部 | 宇城市 |
|              | 海東村         | 海東村                         | 海東村                 | 海東村                | 昭和33年3月31日 小川町 | 小川町                 | 平成17年1月15日 宇城市の一部 | 宇城市 |
|              | 河江村         | 河江村                         | 河江村                 | 昭和30年4月1日 益南村 | 昭和33年3月31日 小川町 | 小川町                 | 平成17年1月15日 宇城市の一部 | 宇城市 |
|              | 小野部田村     | 小野部田村                     | 小野部田村             | 昭和30年4月1日 益南村 | 昭和33年3月31日 小川町 | 小川町                 | 平成17年1月15日 宇城市の一部 | 宇城市 |
|              | 豊野村         | 豊野村                         | 豊野村                 | 豊野村                | 豊野村                 | 平成12年7月1日 町制    | 平成17年1月15日 宇城市の一部 | 宇城市 |
|              | 守富村         | 守富村                         | 守富村                 | 昭和30年4月1日 富合村 | 昭和46年8月1日 町制    | 富合町                 | 平成20年10月6日 熊本市に編入 | 熊本市 |
|              | 杉合村         | 杉合村                         | 杉合村                 | 昭和30年4月1日 富合村 | 昭和46年8月1日 町制    | 富合町                 | 平成20年10月6日 熊本市に編入 | 熊本市 |
|              | 隈庄町         | 隈庄町                         | 隈庄町                 | 昭和30年3月1日 城南町 | 昭和30年3月1日 城南町  | 城南町                 | 平成22年3月23日 熊本市に編入 | 熊本市 |
|              | 杉上村         | 杉上村                         | 杉上村                 | 昭和30年3月1日 城南町 | 昭和30年3月1日 城南町  | 城南町                 | 平成22年3月23日 熊本市に編入 | 熊本市 |
|              | 豊田村         | 豊田村                         | 豊田村                 | 昭和30年3月1日 城南町 | 昭和30年3月1日 城南町  | 城南町                 | 平成22年3月23日 熊本市に編入 | 熊本市 |
|              | 西砥用村       | 大正13年4月1日 町制改称 砥用町 | 砥用町                 | 昭和30年4月1日 砥用町 | 昭和30年4月1日 砥用町  | 平成16年11月1日 美里町 | 平成16年11月1日 美里町       | 美里町 |
|              | 東砥用村       | 東砥用村                       | 東砥用村               | 昭和30年4月1日 砥用町 | 昭和30年4月1日 砥用町  | 平成16年11月1日 美里町 | 平成16年11月1日 美里町       | 美里町 |
|              | 中山村         | 中山村                         | 中山村                 | 昭和30年1月1日 中央村 | 昭和50年9月1日 町制    | 平成16年11月1日 美里町 | 平成16年11月1日 美里町       | 美里町 |
|              | 年禰村         | 年禰村                         | 年禰村                 | 昭和30年1月1日 中央村 | 昭和50年9月1日 町制    | 平成16年11月1日 美里町 | 平成16年11月1日 美里町       | 美里町 |

## 行政
宇土・下益城郡長
| 代 | 氏名 | 就任年月日                | 退任年月日                | 備考 |
| -- | ---- | ------------------------- | ------------------------- | ---- |
| 1  |      | 明治12年（1879年）1月20日 |                           |      |
|    |      |                           | 明治29年（1896年）3月31日 | 廃官 |

歴代郡長
| 代 | 氏名 | 就任年月日               | 退任年月日                | 備考                   |
| -- | ---- | ------------------------ | ------------------------- | ---------------------- |
| 1  |      | 明治29年（1896年）4月1日 |                           |                        |
|    |      |                          | 大正15年（1926年）6月30日 | 郡役所廃止により、廃官 |